# Nébuleuse par réflexion

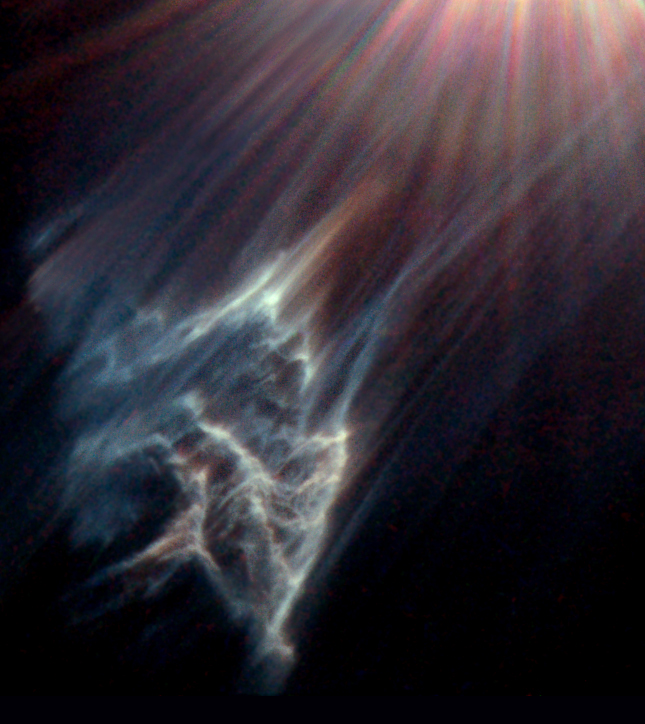
Nébuleuse par réflexion dans les Pléiades (M45).

En astronomie, les nébuleuses par réflexion sont des nuages de poussières qui réfléchissent la lumière d'une ou plusieurs étoiles voisines. Ces étoiles ne sont pas assez chaudes pour causer l'ionisation des gaz, comme dans le cas des nébuleuses en émission, mais sont assez lumineuses pour permettre une dispersion suffisante pour rendre la poussière visible. La distinction entre ces deux types de nébuleuses a été faite par Edwin Hubble en 1922.
Les nébuleuses par réflexion sont souvent des emplacements de formation d'étoiles.

## Physique de leur émission
Les nébuleuses par réflexion sont habituellement bleues parce que la diffusion est plus efficace pour la lumière bleue que la rouge (c'est le même procédé de diffusion qui nous donne les cieux bleus et des couchers de soleil rouges).
Les nébuleuses par réflexion et les nébuleuses en émission sont souvent vues ensemble, comme la nébuleuse d'Orion et sont parfois rassemblées en un seul type : les nébuleuses diffuses.

## Exemples
Environ 500 nébuleuses par réflexion sont connues.
- Parmi les plus belles on trouve l'entourage des étoiles des Pléiades.
- Une nébuleuse par réflexion bleue peut également être vue dans le même secteur du ciel que la nébuleuse Trifide.
- L'étoile géante Antarès, qui est très rouge (classe spectrale M1), est entourée par une grande nébuleuse de réflexion rouge.
- On peut également citer la nébuleuse de la tête Sorcière, située près de l'étoile Rigel.

## Loi de luminosité de Hubble
En 1922, Edwin Hubble a publié le résultat de ses investigations sur les nébuleuses lumineuses. Une partie de ce travail est la loi de luminosité de Hubble pour les nébuleuses de réflexion qui établit une relation entre la taille angulaire (r) de la nébuleuse et la magnitude apparente (m) de l'étoile associée :
5 log(r) = - m + k
où k est une constante qui dépend de la sensibilité des instruments de mesure.